# 원희 (가수)
원희 (본명: 이원희)는 대한민국의 여성 가수이다. 2023년 오디션 프로그램 알유넥스트에 출연해 최종 1위를 차지하며 걸그룹 ILLIT의 멤버로 발탁되었고, 2024년 3월 25일 미니 앨범 ' Super Real Me '를 통해 정식 데뷔했다.

## 어린 시절
원희는 부산광역시 사상구 에서 태어나 초등학교 때 가족과 함께 창원으로 이사했다 . 가족으로는 부모님과 오빠가 있다. 중학교 3학년 때 학교 스포츠부장과 학교 행사 사회를 맡았다. 고등학교 1학년 때 서울버스터미널에서 캐스팅되어 연습생 생활을 시작하게 되었다. 빌리프랩 연습생으로 합류한 지 한 달 만에  알유넥스트에 참여했다. 연습생 기간은 2개월이다.

## 경력

### 알유넥스트
2023년에는 JTBC와 빌리프랩이 공동 주최한 오디션 프로그램 '알유넥스트'에 참여해 해당 프로그램에서 가장 짧은 연습 기간을 가진 멤버 중 한 명으로 활약했다. 9월 1일 최종 순위 1위로 ILLIT 멤버가 됐다.

### ILLIT
2024년 3월 25일 첫 미니 앨범 "Super Real Me"를 통해 ILLIT의 멤버로 정식 데뷔했다. 4월 13일 " 쇼! 음악중심 " 스페셜 MC를 맡았다. 4월 18일 포카리 스웨트의 한국 브랜드 앰버서더가 되었다. 6월 14일 발목 부상으로 인해 노래와 춤 활동 중 일부를 의자에 앉아 노래하는 것으로 변경했다.
2025년 5월 14일 드라마 ' 사계의 봄 '의 세 번째 OST '그대 눈이 내게 말해요'를 불렀다 .

## 음악 작품

### 음악 사운드트랙
| 출시일          | 작품 제목 | 노래 제목             | 출처   | 비고       |
| --------------- | --------- | --------------------- | ------ | ---------- |
| 2025년 5월 14일 | 사계의 봄 | 그대 눈이 내게 말해요 | [ 14 ] | OST Part.3 |

## 영화 및 TV 작품

### 진행
| 날짜            | 채널/플랫폼 | 프로그램 이름 | 출처   | 비고      |
| --------------- | ----------- | ------------- | ------ | --------- |
| 2024년 4월 13일 | MBC         | 쇼! 음악중심  | [ 11 ] | 스페셜 MC |

## 라디오 방송
| 연령 | 날짜     | 채널/플랫폼 | 프로그램 이름   | 비고      |
| ---- | -------- | ----------- | --------------- | --------- |
| 2025 | 5월 9일  | MBC FM4U    | 친한친구 방송반 | 스페셜 DJ |
| 2025 | 5월 16일 | MBC FM4U    | 친한친구 방송반 | 스페셜 DJ |